# Węgry
Węgry (węg. Magyarországⓘ, [ˈmɒɟɒrorsaːɡ]) – państwo śródlądowe w Europie Środkowej, od 1955 członek ONZ, od 1999 członek NATO, od 2004 członek Unii Europejskiej. Jest również członkiem Grupy Wyszehradzkiej. Graniczy ze Słowacją, Słowenią, Austrią, Chorwacją, Serbią, Rumunią i Ukrainą.
Do 1946 Królestwo Węgier, z epizodem Węgierskiej Republiki Ludowej (XI 1918–III 1919) i Węgierskiej Republiki Rad (III–VIII 1919), 1946–1949 Republika Węgierska. Po przejęciu pełni władzy przez partię komunistyczną i stworzeniu państwa monopartyjnej dyktatury partii komunistycznej 1949–1989 Węgierska Republika Ludowa. WRL, państwo satelickie ZSRR, była członkiem Organizacji Narodów Zjednoczonych, większości organizacji wyspecjalizowanych ONZ od 1955, a także Układu Warszawskiego i RWPG jako element bloku wschodniego. W latach 1956–1962 powstanie węgierskie 1956 (stłumiona przez Armię Radziecką próba uniezależnienia się od ZSRR) było przedmiotem debaty w Radzie Bezpieczeństwa ONZ. W wyniku obrad Trójkątnego Stołu (czerwiec 1989) nastąpiła transformacja ustrojowa i po przeprowadzonych 25 marca 1990 wolnych wyborach Węgierska Republika Ludowa została przekształcona w demokrację parlamentarną, Republikę Węgierską (proklamowaną oficjalnie 23 października 1989). 1 stycznia 2012 nowa Konstytucja Węgier ustanowiła IV formę republikańską państwa – Węgry (Magyarország). Wskaźnik wolności prasy klasyfikuje Węgry na 92. pozycji na świecie w 2021 roku.

## Geografia

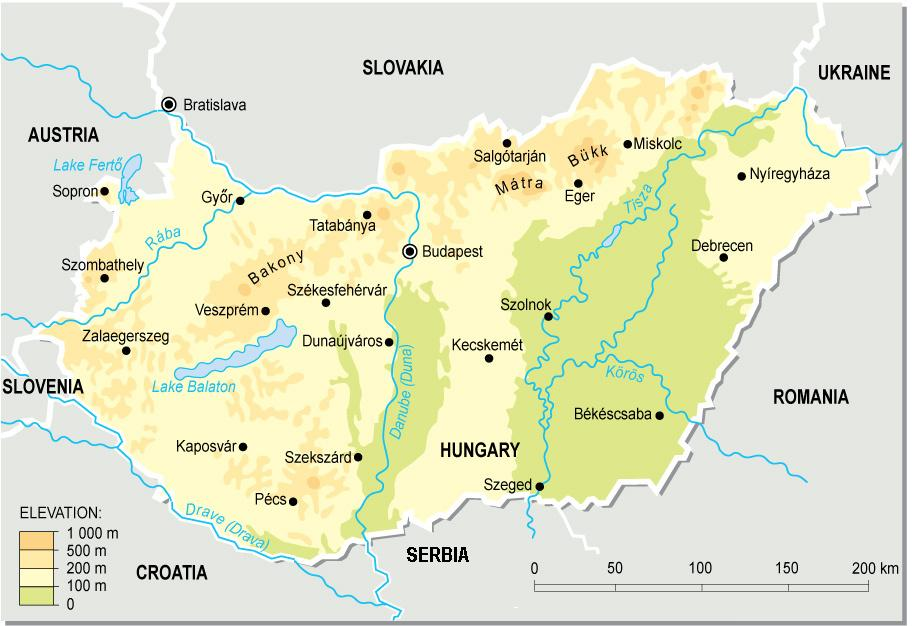
Topografia Węgier

Powierzchnia Węgier wynosi 93 030 km². Są nieomal w całości położone w nizinnej i równinnej Kotlinie Panońskiej.
Wyjątkami są Średniogórze Północnowęgierskie – makroregion należący do Karpat (pasma górskie Börzsöny, Gödöllő, Cserhát, Mátra (z najwyższym szczytem Węgier Kékes), Góry Bukowe, Góry Tokajsko-Slańskie) na północnym wschodzie kraju oraz należące do Alp Wzgórza Kőszeg i Góry Soprońskie na północnym zachodzie.
Największe rzeki Węgier to Dunaj, Cisa i Drawa. Na Węgrzech leży największe jezioro Europy Środkowej – Balaton. W mieście Hévíz znajduje się największe na świecie jezioro termalne – Hévíz.

## Historia

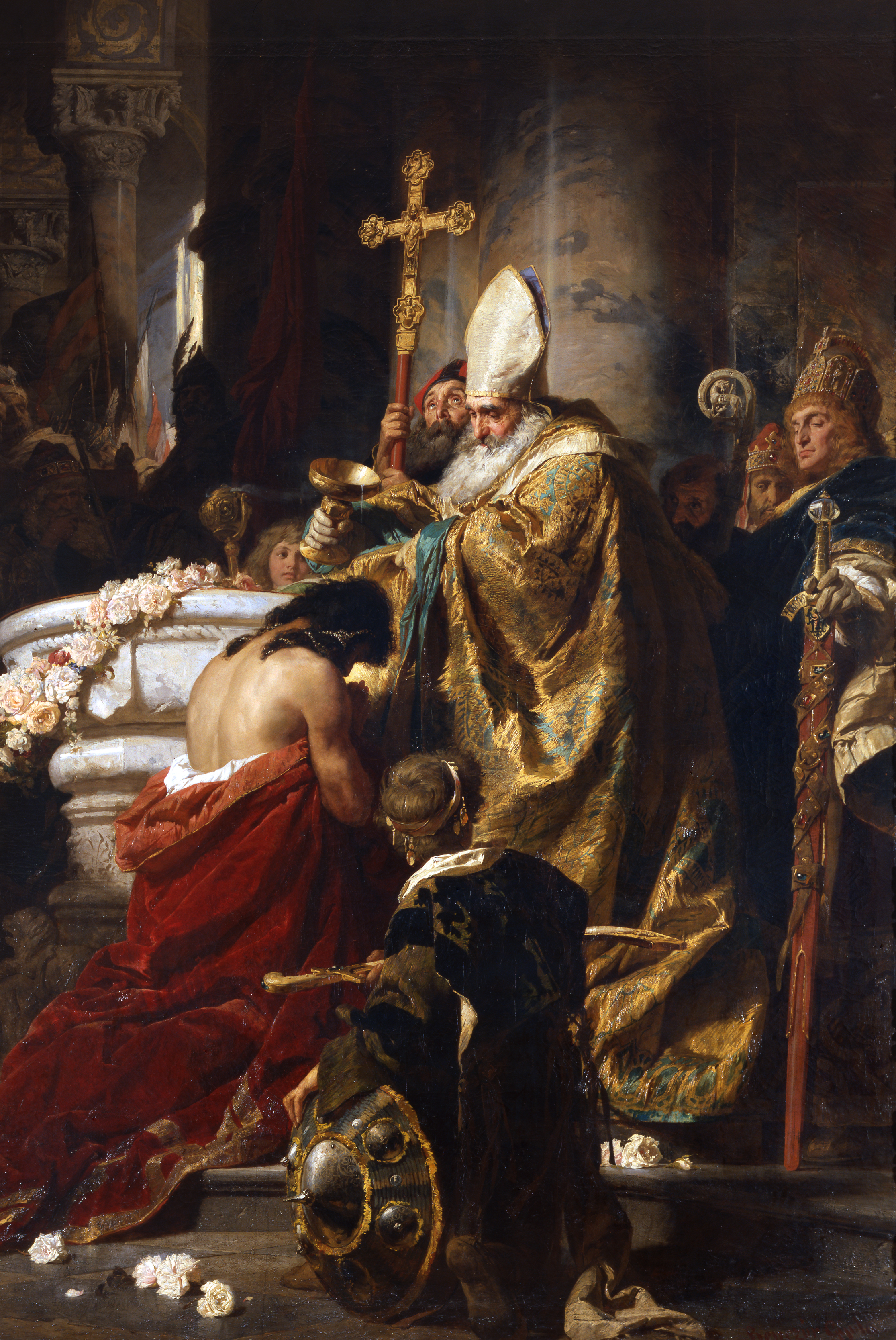
Chrzest króla Stefana I

W epoce żelaza terytorium dziś zwane Węgrami zamieszkiwał konglomerat różnych ludów. Ze względu na swój miejscami stepowy charakter terytorium zasiedlili nomadyczni Scytowie, obszary pomiędzy górami Bukowymi a Apuseni, jak i Siedmiogród leżały w domenie ludów Dackich, zachodnie i południowe pobrzeża w kierunku dzisiejszych Styrii i Slawonii zamieszkiwały plemiona które z grubsza znane są jako Ilirowie. Szybki cywilizacyjny i populacyjny postęp ludności celtyckiej sprawił, że zaczęli się osiedlać daleko poza swą kolebką nad rzekami Paar, Isar, Altmühl, od Brytanii przez teren na północ od Padu po Węgry i nawet północno-wschodnie stoki Karpat.
W I w. p.n.e. armia rzymska po paru dekadach walk, począwszy od podboju miasta Segestika, pokonała miejscowe siły. Imperium Rzymskie, w zakolu Dunaju, na podbitym terytorium utworzyło prowincję o nazwie Panonia i przeprowadzało procesy kolonizacji i romanizacji.
Po upadku Rzymu tereny te zajmowane były kolejno przez Hunów, Wandalów, Gepidów i Awarów, zaś w początkach IX wieku powstało tu słowiańskie Państwo Wielkomorawskie, któremu kres położyło pojawienie się pod koniec IX wieku Madziarów pod wodzą Arpada.
Dynastia Arpadów panowała na Węgrzech do 1301 roku. Za twórcę państwa uważany jest, koronowany w 1001, pierwszy król Węgier, Stefan I Święty, który przeprowadził chrystianizację swojego państwa. W latach 1241–1242 Węgry, jak wiele innych krajów wschodniej Europy, zostały zniszczone przez najazdy mongolskiej Złotej Ordy.

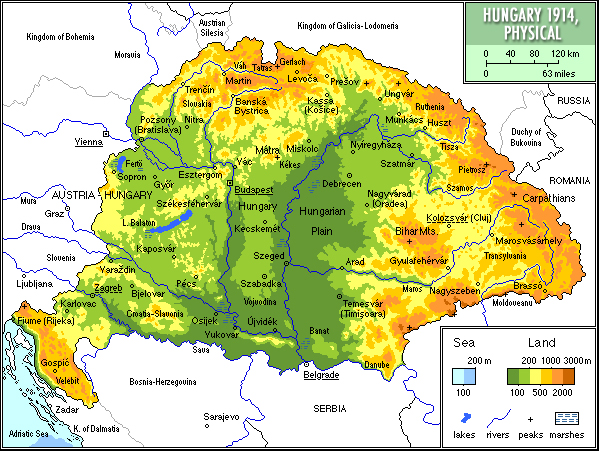
Królestwo Węgier w 1914 roku

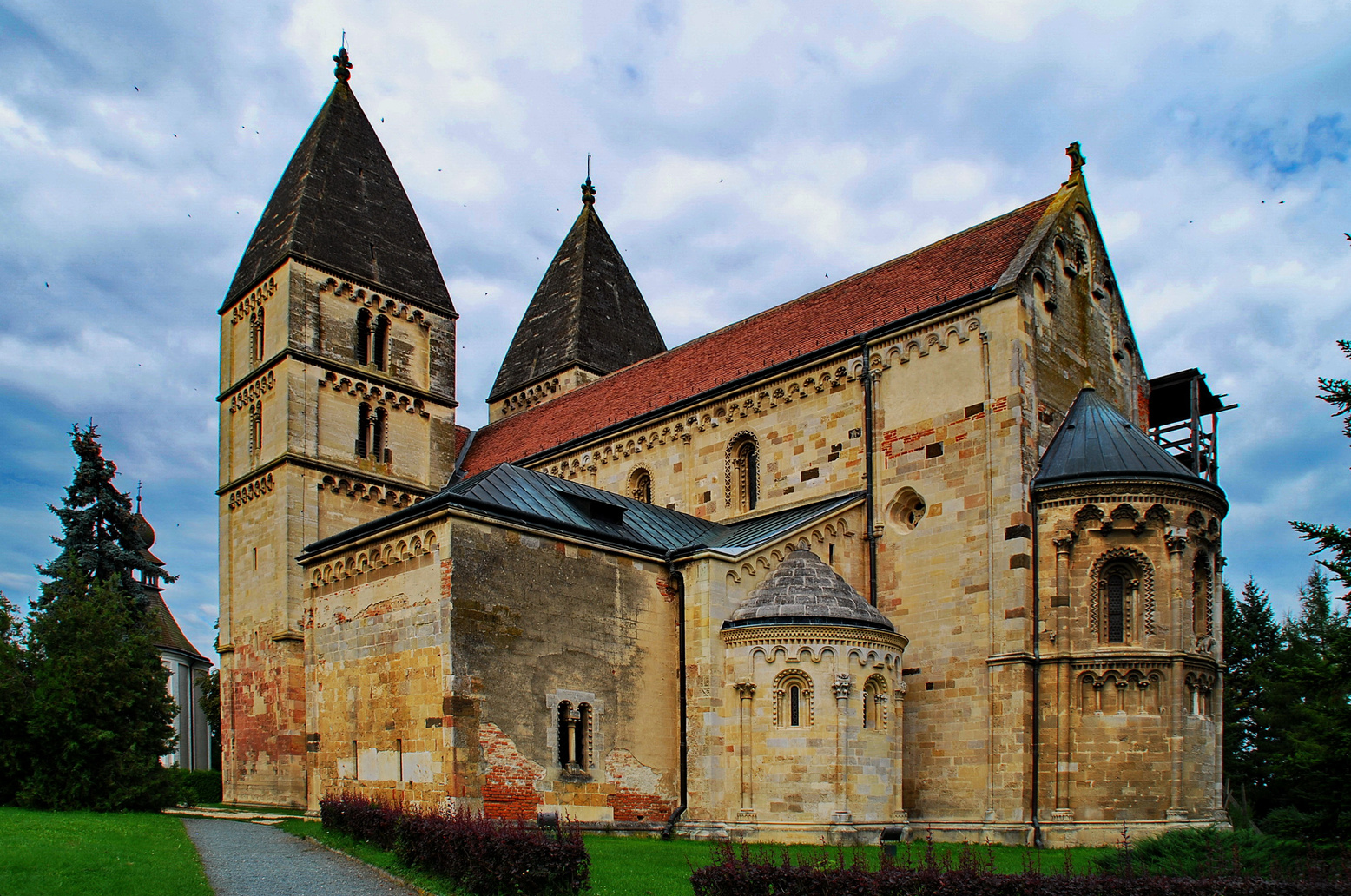
Ják

Szczyt potęgi państwo węgierskie osiągnęło za panowania Ludwika Andegaweńskiego (1342–1382), także króla Polski, kiedy Węgry sięgały od Adriatyku po Morze Czarne i skutecznie przeciwstawiały się ekspansji Turcji w Europie. Ich powrót do potęgi nastąpił za czasów Macieja Korwina (1458–1490), który przyłączył do królestwa Śląsk, Łużyce, Morawy oraz Dolną Austrię. Potęga Węgier załamała się jednak zupełnie po 1526 w wyniku klęski w bitwie z Imperium Osmańskim pod Mohaczem. Po wojnie domowej pomiędzy pretendującym do tronu Ferdynandem Habsburgiem a Janem Zapolyą – wybranym przez szlachtę węgierską królem Węgier, cały teren dzisiejszych Węgier został opanowany przez Turcję. Część terytorium dotychczasowego królestwa dostała się rodzinie Habsburgów jako dziedzina rodowa w konsekwencji postanowień układu wiedeńskiego (1515) pomiędzy Jagiellonami i Habsburgami. Z części utworzono Księstwo Siedmiogrodu, którego pierwszym władcą był Jan Zygmunt Zapolya, wnuk Zygmunta Starego, częścią centralną z Budą zarządzał bezpośrednio (jako prowincją turecką) sułtan Sulejman Wspaniały. Zostało to ustalone postanowieniami pokoju z 1541 między Imperium Osmańskim a Imperium Habsburgów.
Całość terytorium Królestwa Węgier znalazła się pod władzą Habsburgów po pokoju w Karłowicach. Turcja Osmańska wówczas wycofała się z Europy Środkowej, w wyniku następstw klęski w bitwie pod Wiedniem (podczas ostatniej osmańskiej ofensywy w Europie Środkowej) i dalszych klęsk w wojnie toczonej do roku 1699 z Ligą Świętą (Państwo Kościelne, Rzeczpospolita Obojga Narodów, Republika Wenecka i Imperium Habsburgów), do których w 1686 dołączyło Carstwo Rosyjskie. Węgry, które stanowiły osobne królestwo, w 1804 roku weszły jako prowincja do nowo utworzonego Cesarstwa Austrii, na czele którego stanął Franciszek I. W wyniku słabości wewnętrznej i klęski w wojnie z Prusami (1866) Austria zmuszona została do nadania drugiemu pod względem znaczenia narodowi monarchii – Węgrom – statusu współgospodarza i w 1867 powstały Austro-Węgry. Całkowitą samodzielność uzyskano dopiero po I wojnie światowej.
W okresie rozpadu monarchii austro-węgierskiej, po rozpoczętej 31 października 1918 r. rewolucji Węgry zostały 16 listopada 1918 ogłoszone republiką, której prezydentem został Mihály Károlyi. W marcu 1919 władzę przejęli komuniści i socjaldemokraci, proklamując Węgierską Republikę Rad – dyktaturę pod przywództwem Béli Kuna. Węgierska Republika Rad przetrwała przez 133 dni i została obalona w wyniku inwazji wojsk rumuńskich i czechosłowackich. W 1920 Węgry utraciły, w wyniku traktatu w Trianon dostęp do morza oraz dwie trzecie swego terytorium (Burgenland, Słowacja, Zakarpacie, Siedmiogród, Wojwodina, Chorwacja i Slawonia), z 325 tys. km² pozostało 93 tys. km². W wyniku ustaleń traktatu Węgry utraciły również niemal dwie trzecie ludności (pozostało 8 z 21 milionów). Poza granicami Węgier znalazło się 3,5 miliona Węgrów (co stanowiło ⅓ tego narodu), głównie w południowej Słowacji i siedmiogrodzkiej Seklerszczyźnie oraz części Wojwodiny, w tym obszary o zwartym osadnictwie i większości węgierskiej. Węgry, uznane za pozostałość Austro-Węgier i stronę wojującą w I wojnie światowej, zostały obarczone na kolejne 33 lata płatnością reparacji wojennych. Oprócz tego zmniejszono liczebność armii węgierskiej do 32 tysięcy i zakazano obowiązkowej służby wojskowej. Politycy francuscy (Georges Clemenceau) otwarcie przyrzekli Węgrom w chwili podpisania traktatu możliwość jego rewizji w oparciu o kryterium etnograficzne i statut Ligi Narodów, obietnica ta nie została dotrzymana. Wobec postanowień traktatu na Węgrzech w całym okresie międzywojennym dominowała chęć rewizji jego postanowień, uznawanych za sprzeczne z zasadą samostanowienia narodów. Zdominowało to politykę zagraniczną Królestwa Węgier i jego stosunki z sąsiadami.
Formalnie Węgry ogłoszono ponownie monarchią, jednak tron pozostał nieobsadzony. Dwukrotne próby odzyskania korony przez króla Karola IV nie powiodły się, a na czele państwa jako regent stanął były admirał austro-węgierskiej floty – Miklós Horthy.

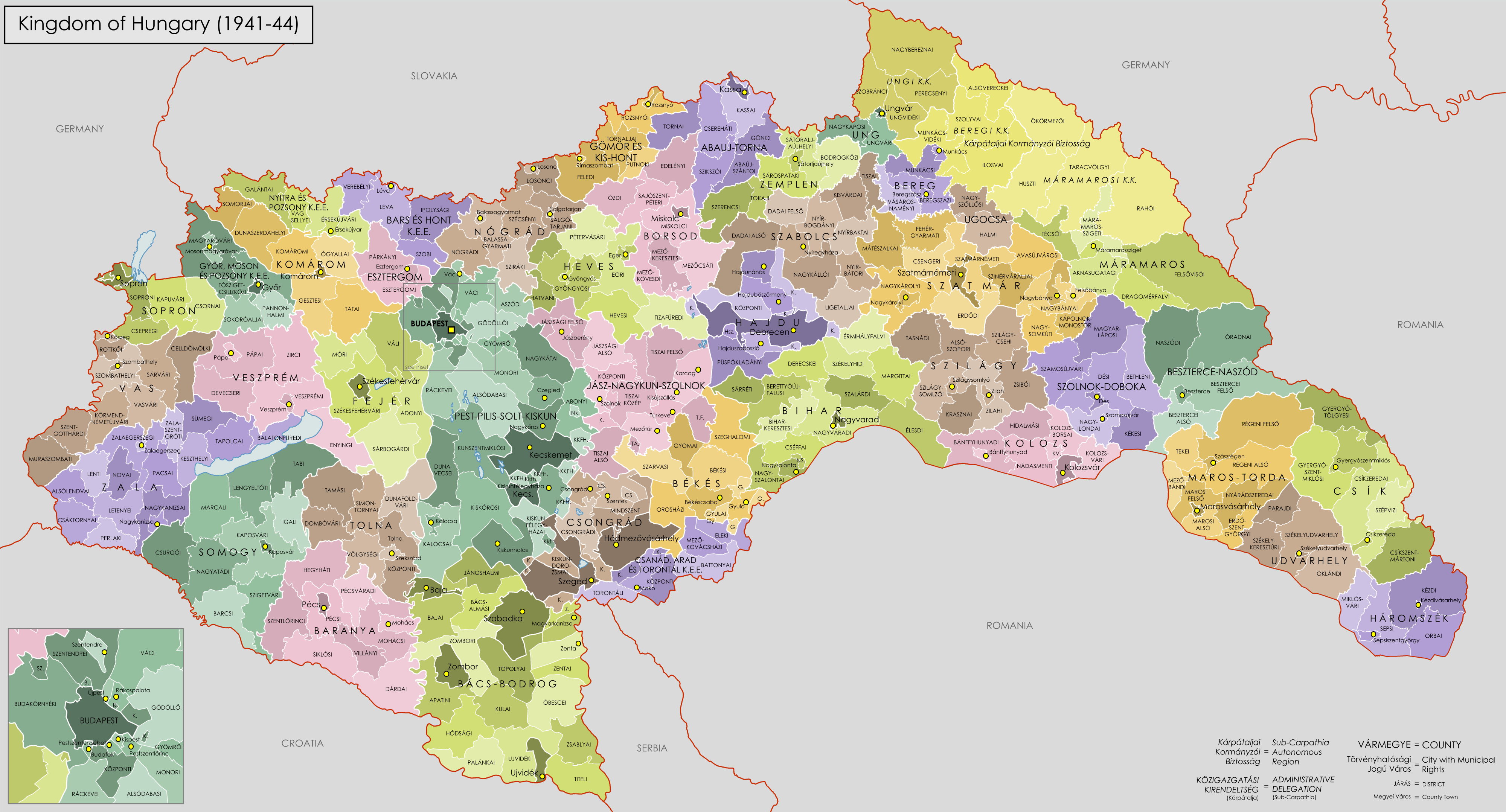
Węgry w czasie II wojny światowej

W wyniku kryzysu gospodarczego i rewizjonistycznej propagandy, nastąpiły zbliżenie z III Rzeszą, przystąpienie do Paktu Trzech i od czerwca 1941 udział w II wojnie światowej po stronie Państw Osi. W sierpniu 1943 rząd Węgier i regent Horthy zaproponowali aliantom traktat pokojowy, co w marcu 1944 spowodowało zajęcie Węgier przez Wehrmacht. Wobec konsekwentnych prób zawarcia zawieszenia broni podejmowanych, również po niemieckiej okupacji Węgier, przez regenta i rząd węgierski, w październiku 1944 (po wkroczeniu Armii Czerwonej na terytorium Węgier) Niemcy dokonali zamachu stanu na Węgrzech, uprowadzając i internując regenta Miklosa Horthy’ego i wprowadzając rząd marionetkowy Ferenza Szalasiego i faszystowskiej partii strzałokrzyżowców. Już w październiku 1944 część Węgier została zajęta przez Armię Czerwoną (wojska węgierskie walczyły wyłącznie na wschodnim froncie), ostatnie walki zakończyły się na terenie Węgier 4 kwietnia 1945.
Po wojnie kraj należał do bloku wschodniego, będącego pod kontrolą ZSRR. Próba odzyskania niepodległości i demokratyzacji w 1956 (powstanie węgierskie) zakończyła się krwawą radziecką interwencją zbrojną.
W roku 1989 Węgry podważyły żelazną kurtynę dzielącą bloki wschodni i zachodni, otwierając granicę z Austrią. W 1990 przeprowadzono demokratyczne wybory. W 1999 Węgry przystąpiły do NATO, a w 2004 do Unii Europejskiej.
25 kwietnia 2011 roku prezydent Pal Schmitt podpisał nową Konstytucję Węgier, która weszła w życie 1 stycznia 2012 roku. Konstytucja m.in. zmieniła nazwę państwa z Republika Węgierska na Węgry.

## Ustrój polityczny

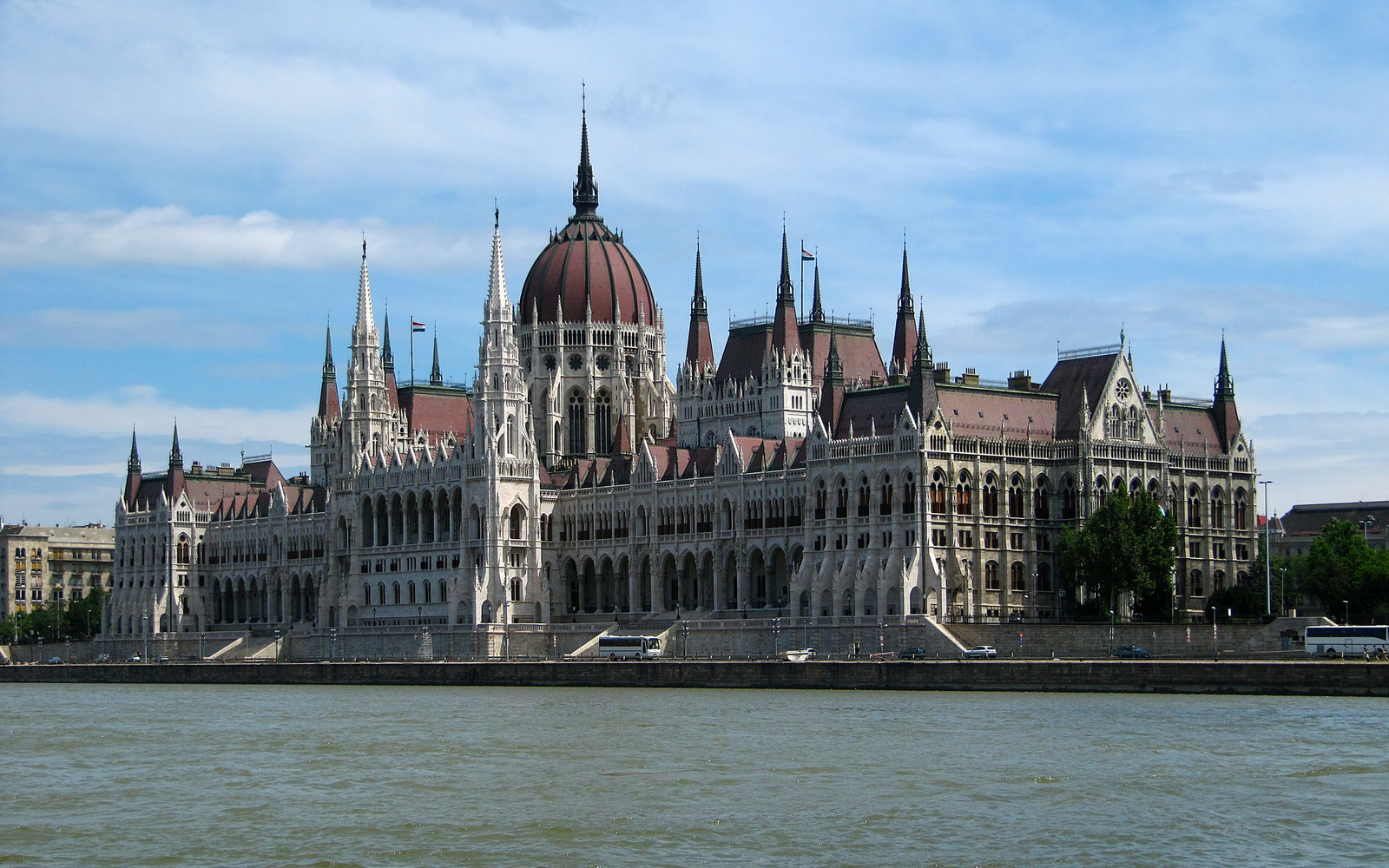
Budynek parlamentu w Budapeszcie

Kontury ustroju politycznego Węgier zostały zarysowane podczas obrad tzw. Trójkątnego Stołu (jesień 1989). Obecny ustrój Węgier definiuje Konstytucja Węgier. Węgry są od tego czasu demokratyczną republiką o charakterze parlamentarno-gabinetowym. Jednoizbowy parlament Országgyűlés (199 posłów) wybierany co cztery lata w wyborach powszechnych i tajnych, częściowo metodą proporcjonalną, po części w okręgach jednomandatowych. Prezydenta wybiera Országgyűlés na okres pięciu lat (może kandydować na drugą kadencję). Rząd tworzy przewodniczący zwycięskiego ugrupowania. Na Węgrzech istnieją dwa główne stronnictwa: Fidesz i pomniejsza, wywodząca się z czasów WRL postkomunistyczna Węgierska Partia Socjalistyczna. Władzę obecnie pełni Fidesz, z tego stronnictwa wywodzi się także węgierski prezydent.

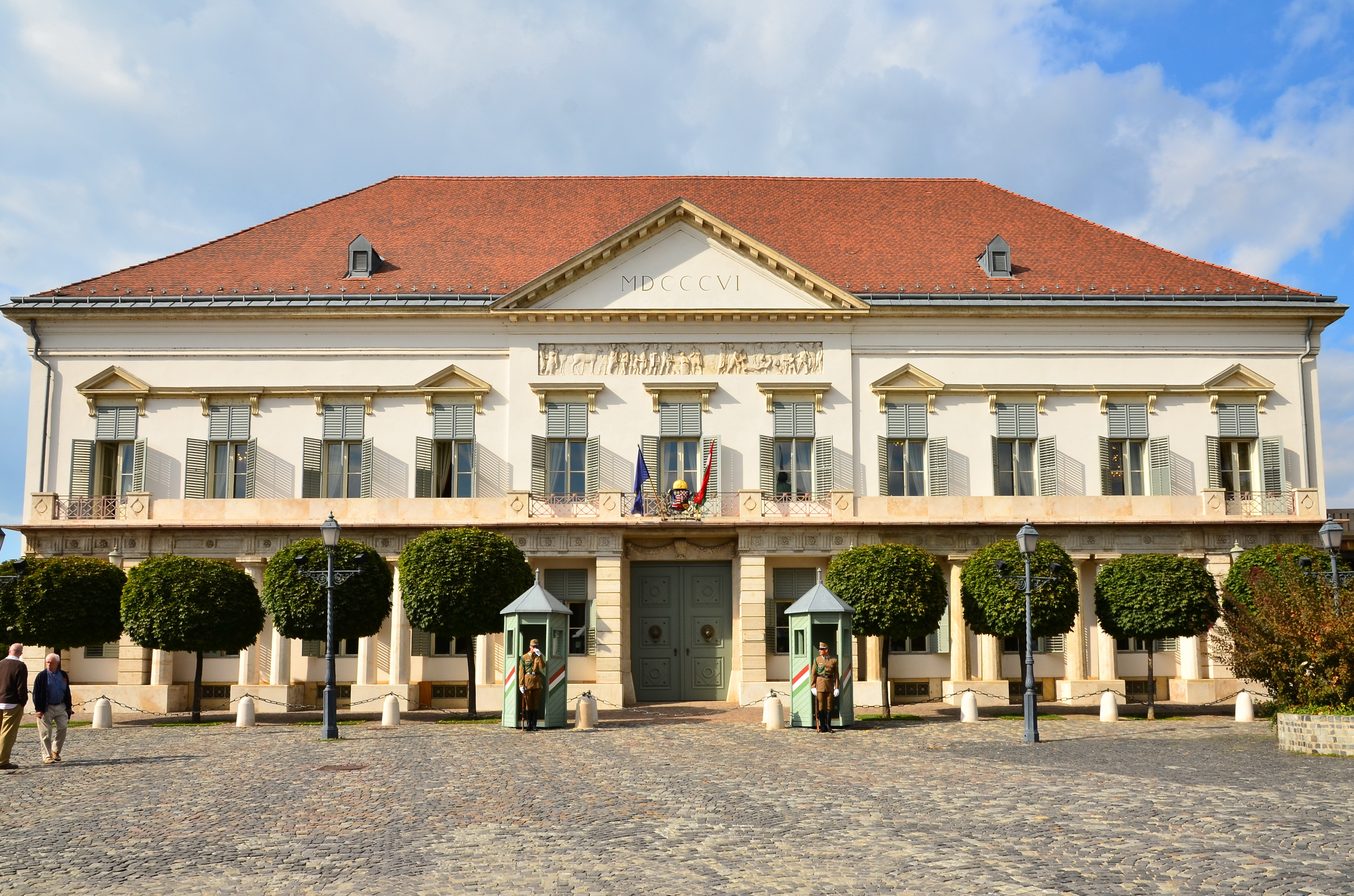
Pałac Sándora w Budapeszcie – rezydencja prezydenta Węgier

Prezydenci Republiki (Republika Węgierska):
- Árpád Göncz (1990–2000)
- Ferenc Mádl (2000–2005)
- László Sólyom (2005-2010)
- Pál Schmitt (2010-2012)

Prezydenci Republiki (Węgry):
- Pál Schmitt (2012)
- János Áder (od 2012 do 2022)
- Katalin Novák (od 2022)

Premierzy (Republika Węgierska):
- József Antall (1990–1993)
- Péter Boross (1993–1994)
- Gyula Horn (1994–1998)
- Viktor Orbán (1998–2002)
- Péter Medgyessy (2002–2004)
- Ferenc Gyurcsány (2004-2009)
- Gordon Bajnai (2009-2010)
- Viktor Orbán (2010-2012)

Premier (Węgry):
- Viktor Orbán (od 2012)

## Podział administracyjny
Podział administracyjny Węgier jest trzystopniowy. Obszar państwa jest podzielony na komitaty (megye; obecnie 19), które dzielą się na powiaty (dawniej járás, obecnie kistérség – 168), a te – na gminy (települései – miejskie város, obecnie 214, oraz wiejskie község i nagyközség, obecnie 2898). Rangę równą powiatom mają miasta na prawach komitatu (megyei jogú város, obecnie 23). Szczególny status, równy komitatowi, ma stołeczny Budapeszt (főváros), który dzieli się na dzielnice (kerület).
| Komitat                | Siedziba władz | Powierzchnia [km²] | Liczba mieszkańców | Gęst. zal. [os./km²] | Liczba gmin |
| ---------------------- | -------------- | ------------------ | ------------------ | -------------------- | ----------- |
| Budapeszt              | –              | 525                | 1 740 041          | 3314                 | 23          |
| Bács-Kiskun            | Kecskemét      | 8445               | 541 584            | 64                   | 119         |
| Baranya                | Pecz           | 4430               | 402 260            | 91                   | 301         |
| Békés                  | Békéscsaba     | 5631               | 392 845            | 70                   | 75          |
| Borsod-Abaúj-Zemplén   | Miszkolc       | 7247               | 739 143            | 102                  | 355         |
| Csongrád               | Segedyn        | 4263               | 425 785            | 100                  | 60          |
| Fejér                  | Székesfehérvár | 4359               | 428 579            | 98                   | 108         |
| Győr-Moson-Sopron      | Győr           | 4208               | 440 138            | 105                  | 182         |
| Hajdú-Bihar            | Debreczyn      | 6211               | 550 265            | 89                   | 82          |
| Heves                  | Eger           | 3637               | 323 769            | 89                   | 119         |
| Jász-Nagykun-Szolnok   | Szolnok        | 5582               | 413 174            | 74                   | 75          |
| Komárom-Esztergom      | Tatabánya      | 2265               | 315 886            | 139                  | 76          |
| Nógrád                 | Salgótarján    | 2546               | 218 218            | 86                   | 129         |
| Pest                   | Budapeszt      | 6393               | 1 124 395          | 176                  | 186         |
| Somogy                 | Kaposvár       | 6036               | 334 065            | 55                   | 244         |
| Szabolcs-Szatmár-Bereg | Nyíregyháza    | 5936               | 583 564            | 98                   | 228         |
| Tolna                  | Szekszárd      | 3703               | 247 287            | 67                   | 108         |
| Vas                    | Szombathely    | 3336               | 266 342            | 80                   | 216         |
| Veszprém               | Veszprém       | 4493               | 368 519            | 82                   | 217         |
| Zala                   | Zalaegerszeg   | 3784               | 269 705            | 78                   | 257         |
| Węgry                  | Budapeszt      | 93 030             | 9 957 731          | 107                  | 3176        |

## Siły zbrojne

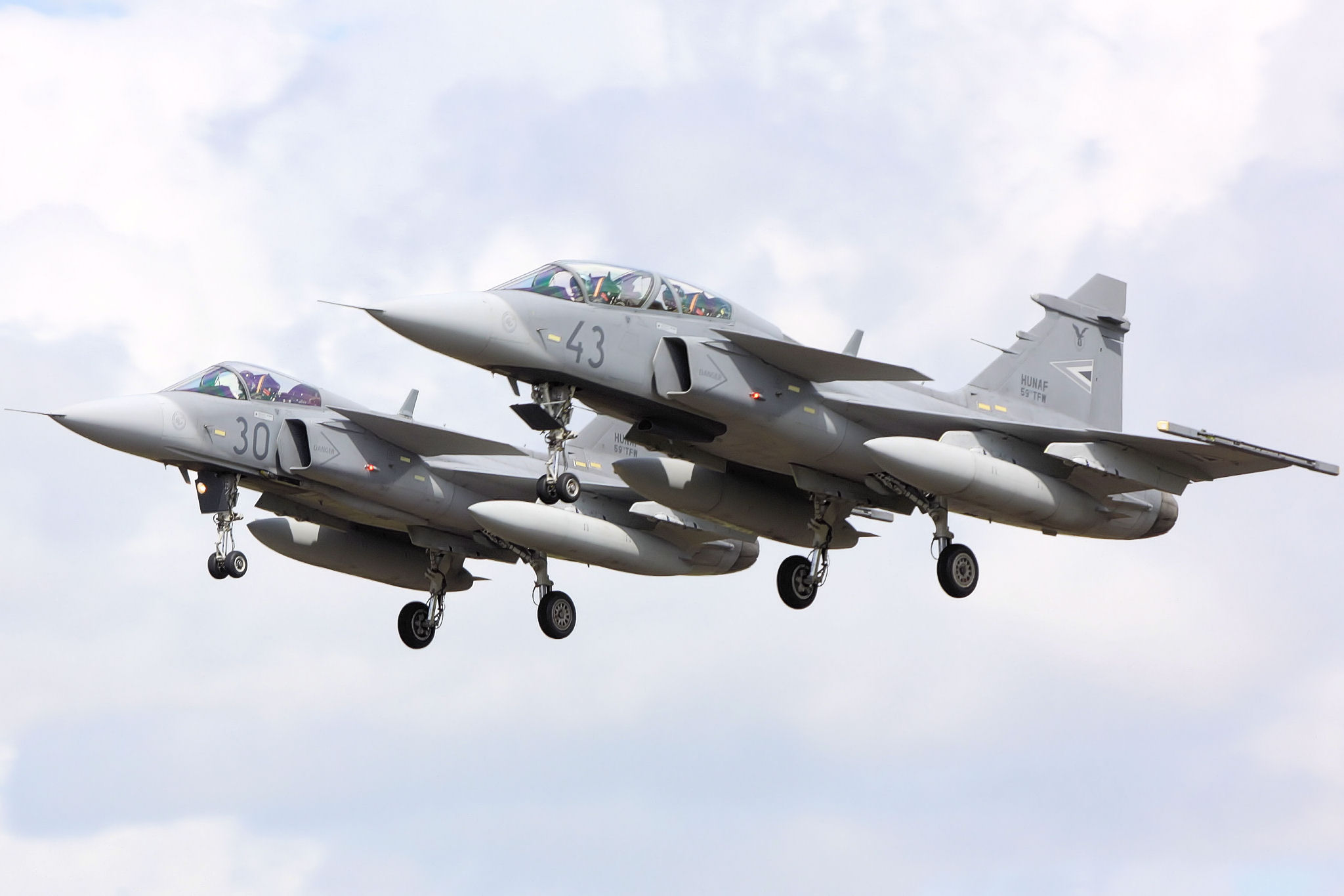
Węgierskie Siły Powietrzne

Węgry, z racji braku dostępu do morza, dysponują dwoma rodzajami sił zbrojnych: wojskami lądowymi oraz siłami powietrznymi. Uzbrojenie sił lądowych Węgier składało się w 2014 roku z: 155 czołgów, 1508 opancerzonych pojazdów bojowych, 30 zestawów artylerii holowanej oraz 65 wieloprowadnicowych wyrzutni rakietowych. Węgierskie siły powietrzne z kolei posiadały w 2014 roku uzbrojenie w postaci m.in. 12 myśliwców, 16 samolotów transportowych, 2 samolotów szkolno-bojowych oraz 12 śmigłowców.
Wojska węgierskie w 2014 roku liczyły 20 tys. żołnierzy zawodowych oraz 52 tys. rezerwistów. Według rankingu Global Firepower (2014) węgierskie siły zbrojne stanowią 61. siłę militarną na świecie, z rocznym budżetem na cele obronne w wysokości 1 mld dolarów (USD).

## Demografia

### Struktura etniczna
| Naród/grupa etniczna                 | Spis 2001  | Spis 2001  | Spis 2011 | Spis 2011 |
| Naród/grupa etniczna                 | Populacja  | %          | Populacja | %         |
| ------------------------------------ | ---------- | ---------- | --------- | --------- |
| Węgrzy                               | 9 416 045  | 96,3%      | 8 314 029 | 83,2%     |
| Romowie                              | 189 984    | 1,9%       | 308 957   | 3,5%      |
| Niemcy                               | 62 105     | 0,6%       | 131 951   | 1,5%      |
| Słowacy                              | 17 693     | 0,2%       | 29 647    | 0,3%      |
| Rumuni                               | 7 995      | 0,1%       | 26 345    | 0,3%      |
| Chorwaci                             | 15 597     | 0,2%       | 23 561    | 0,3%      |
| Inni                                 | 63 900     | 0,6%       | 82 994    | 0,9%      |
| odmówili odpowiedzi, brak odpowiedzi | 570 537    | 5,5%       | 1 455 883 | 14%       |
| Razem                                | 10 198 315 | 10 198 315 | 9 937 628 | 9 937 628 |

Uwagi do tabeli:
- Spis z 2011 roku został przeprowadzony innymi metodami niż spis z 2001 roku (można było podać więcej niż jedną narodowość).
- W spisach przy wyliczaniu procentowym nie bierze się pod uwagę osób które w czasie spisu nie podały odpowiedzi.

Uwzględniając osoby, które nie podały swojej narodowości, demografia Węgier wygląda następująco:
- Węgrzy – 8 314 029 (83,6%)
- odmówili odpowiedzi, brak odpowiedzi – 1 455 883 (14,6%)
- Romowie – 308 957 (3,1%)
- Niemcy – 131 951 (1,3%)
- Słowacy – 29 647 (0,29%)
- Rumuni – 26 345 (0,26%)
- Chorwaci – 23 561 (0,23%)
- Inni – 82 994 (0,8%)
- Suma – 9 937 628 (100%)

Na Węgrzech żyje także Polonia, której największym skupiskiem jest Budapeszt.

### Wyznania religijne

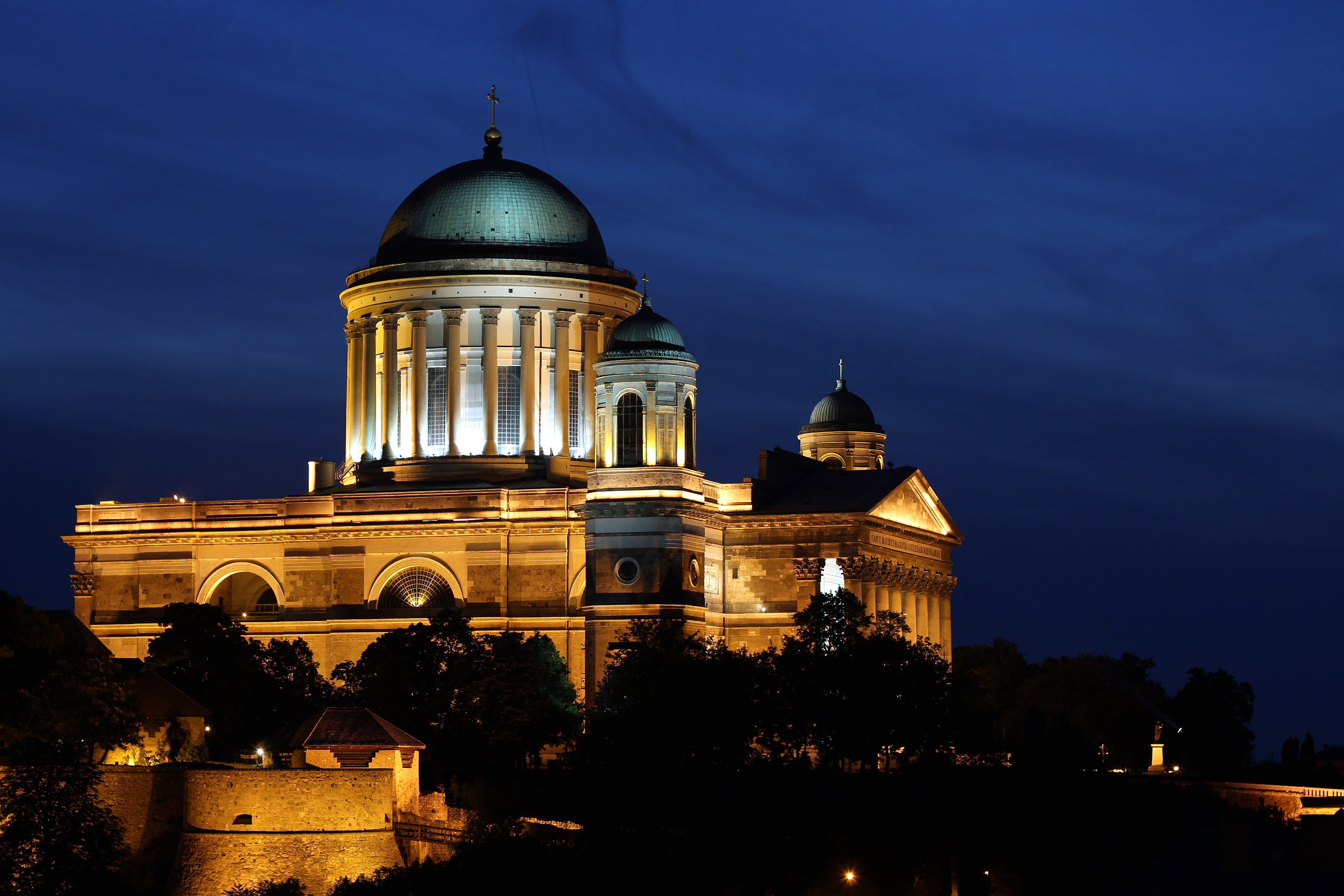
Bazylika w Ostrzyhomiu – główna świątynia kościoła rzymskokatolickiego na Węgrzech

37,1% Węgrów przyznaje się do przynależności do Kościoła rzymskokatolickiego (dalsze 1,8% należy do Węgierskiego Kościoła greckokatolickiego), 15% stanowią wierni wyznań protestanckich, głównie kalwińskiego (11,6%) i luterańskiego (2,2%). Oprócz tego powszechni są także wyznawcy innych religii. W czasie spisu narodowego 2011 16,7% Węgrów zadeklarowało, że nie należy do żadnego związku wyznaniowego, a 27,2% odmówiło odpowiedzi na pytanie o swoim wyznaniu, 1,5% zadeklarowało ateizm. Regularnie w praktykach religijnych udział bierze mniej niż 10% społeczeństwa, przy czym dysproporcje te są różne w zależności od wyznania i regionu. W samym Budapeszcie do kościołów na niedzielne nabożeństwa chodzi około 2–4% mieszkańców, podczas gdy na niektórych terenach wiejskich nawet do 40%. Jednakże rytm głównych świąt i uroczystości wyznacza kalendarz świąt chrześcijańskich. Szczególnie obchodzonym dniem na Węgrzech jest 25 kwietnia – dzień św. Marka Buza Szentelo. W tym dniu na wioskach tradycyjnie obchodzi się i święci się pola. Z kolei świętem zbiorów jest 20 sierpnia – dzień św. Stefana. W to święto patrona Węgier odbywa się w całym kraju wiele zabaw i imprez kulturalnych.

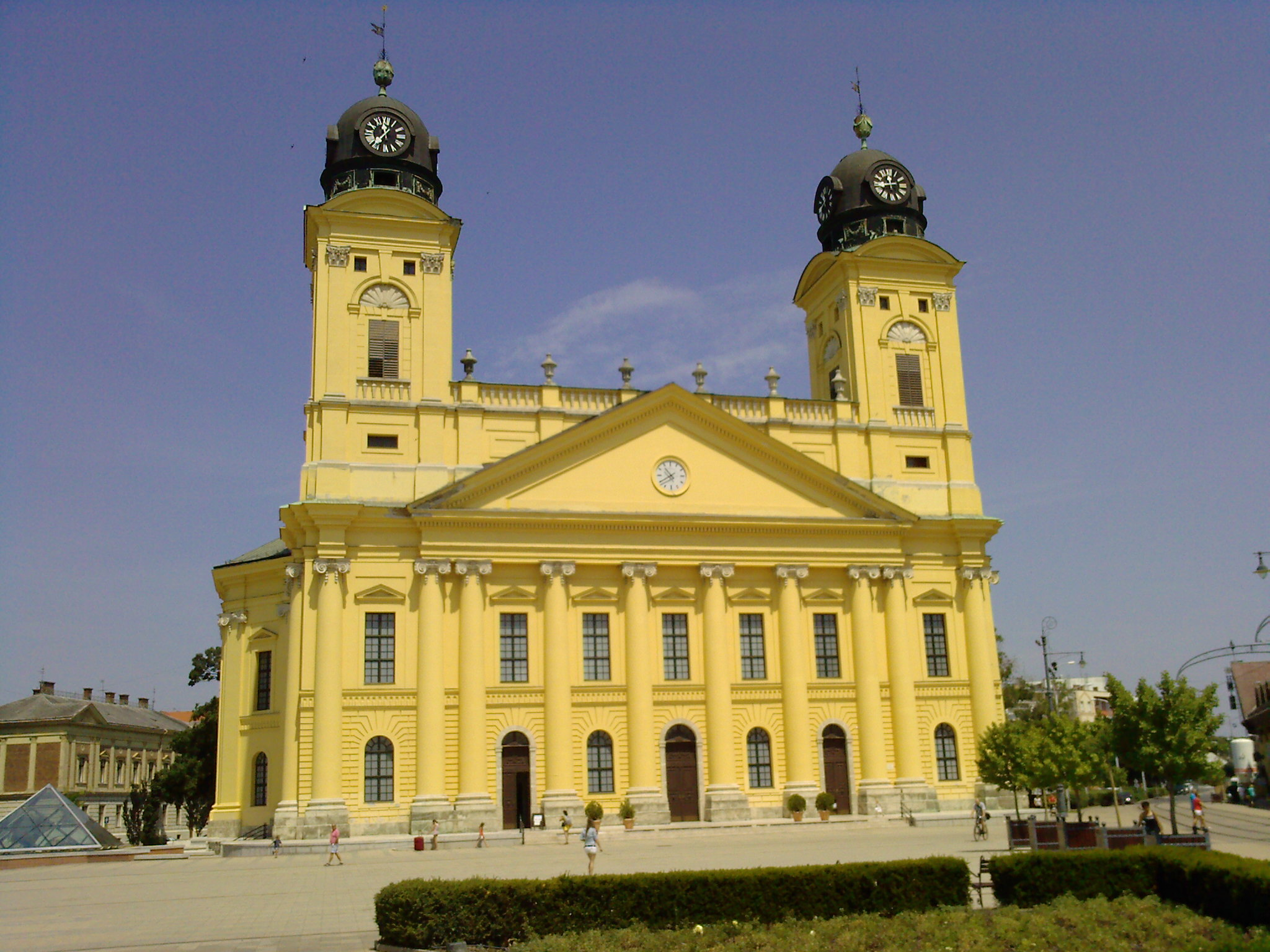
Wielki Kościół Reformowany w Debreczynie, czołowym ośrodku węgierskiego kalwinizmu

Podział religijny według spisu z 2011 roku:
- rzymscy katolicy – 37,1%
- kalwini – 11,6%
- luteranie – 2,2%
- unici (grekokatolicy) – 1,8%
- inna religia – 1,8%
- ateiści – 1,5%
- nie należy do żadnego związku wyznaniowego – 16,7%
- odmówiło odpowiedzi na pytanie o swoje wyznanie – 27,2%

### Największe miasta
|    | Miasto         | Komitat                | Liczba mieszkańców | Aglomeracja |  |
| -- | -------------- | ---------------------- | ------------------ | ----------- |  |
| 01 | Budapeszt      | Budapeszt              | 1 740 041          | 2 546 608   |  |
| 02 | Debreczyn      | Hajdú-Bihar            | 207 594            | 234 506     |  |
| 03 | Segedyn        | Csongrád               | 170 052            | 210 187     |  |
| 04 | Miszkolc       | Borsod-Abaúj-Zemplén   | 166 823            | 206 862     |  |
| 05 | Pecz           | Baranya                | 156 801            | 177 295     |  |
| 06 | Győr           | Győr-Moson-Sopron      | 131 564            | 180 317     |  |
| 07 | Nyíregyháza    | Szabolcs-Szatmár-Bereg | 117 658            | 133 875     |  |
| 08 | Kecskemét      | Bács-Kiskun            | 114 226            | 146 054     |  |
| 09 | Székesfehérvár | Fejér                  | 101 722            | 124 654     |  |
| 10 | Szombathely    | Vas                    | 79 348             | 119 402     |  |
| 11 | Szolnok        | Jász-Nagykun-Szolnok   | 74 341             | 92 917      |  |
| 12 | Tatabánya      | Komárom-Esztergom      | 70 003             | 129 879     |  |
| 13 | Kaposvár       | Somogy                 | 67 686             | 82 321      |  |
| 14 | Érd            | Pest                   | 65 277             | ---         |  |
| 15 | Veszprém       | Veszprém               | 64 024             | 82 007      |  |
| 16 | Békéscsaba     | Békés                  | 63 752             | 148 473     |  |
| 17 | Zalaegerszeg   | Zala                   | 61 849             | 76 328      |  |
| 18 | Sopron         | Győr-Moson-Sopron      | 61 390             | 70 875      |  |
| 19 | Eger           | Heves                  | 56 166             | 73 762      |  |
| 20 | Nagykanizsa    | Zala                   | 49 302             | 49 302      |  |

## Gospodarka

### Przemysł
Na Węgrzech występują stosunkowo różnorodne, choć mało zasobne złoża surowców mineralnych. Eksploatuje się tu głównie boksyty (systemem odkrywkowym), ponadto eksploatacja niewielkich złóż rudy manganu, miedzi, cynku, ołowiu, uranu, węgla brunatnego, węgla kamiennego, rudy żelaza, oraz niewielkie złoża ropy naftowej i gazu ziemnego. Rozwinięty przemysł chemiczny (nawozy i tworzywa sztuczne), maszynowy (produkcja obrabiarek, maszyn rolniczych, sprzętu gospodarstwa domowego), elektrotechniczny i elektroniczny (silniki elektryczne, sprzęt oświetleniowy, telekomunikacyjny i sprzęt gospodarstwa domowego, udział m.in. Siemensa, Philipsa i General Electric), metalurgiczny (hutnictwo aluminium), samochodowy i środków transportu (m.in. fabryki General Motors, Audi, Ford, Mercedes-Benz, autobusy, samochody ciężarowe, lokomotywy spalinowe, wagony kolejowe oraz statki rzeczne), spożywczy (winiarski, olejarski, owocowo-warzywny, mięsny, tytoniowy), odzieżowy i obuwniczy, cementowy, porcelanowo-fajansowy oraz przemysł poligraficzny.

### Rolnictwo
Wysoko rozwinięte rolnictwo, Węgry posiadają najwyższy w Europie odsetek gruntów ornych wynoszący prawie 50%, łąki i pastwiska 12,5%, sady 2,5%. Rolnictwo cechuje wysoki poziom mechanizacji i chemizacji. Uprawia się pszenicę, kukurydzę, jęczmień, buraki cukrowe, słonecznik, ziemniaki, rośliny pastewne, konopie i tytoń. Rozwinięte warzywnictwo (papryka, pomidory, cebula) i sadownictwo (morele, brzoskwinie, jabłonie, śliwy), uprawa winorośli zajmuje ponad 4% powierzchni gruntów ornych. Ponadto pszczelarstwo oraz hodowla bydła, trzody chlewnej, owiec i drobiu.

### Turystyka

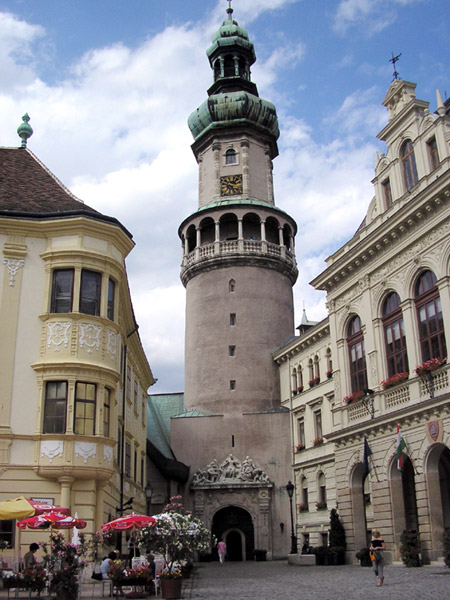
Sopron

Rozwinięta turystyka, przynosząca znaczne dochody. W 2016 roku kraj ten odwiedziło 15,256 mln turystów (6,6% więcej niż w roku poprzednim), generując dla niego przychody na poziomie 5,653 mld dolarów. Węgry posiadają dużą i nowoczesną bazę hotelową, znane kąpieliska nad Balatonem, liczne miejscowości wypoczynkowe i uzdrowiska (np. Eger, Hajduszoboszlo, Sopron, Hollókő, Pecz, Jawaryn, Szentendre, Ostrzyhom).

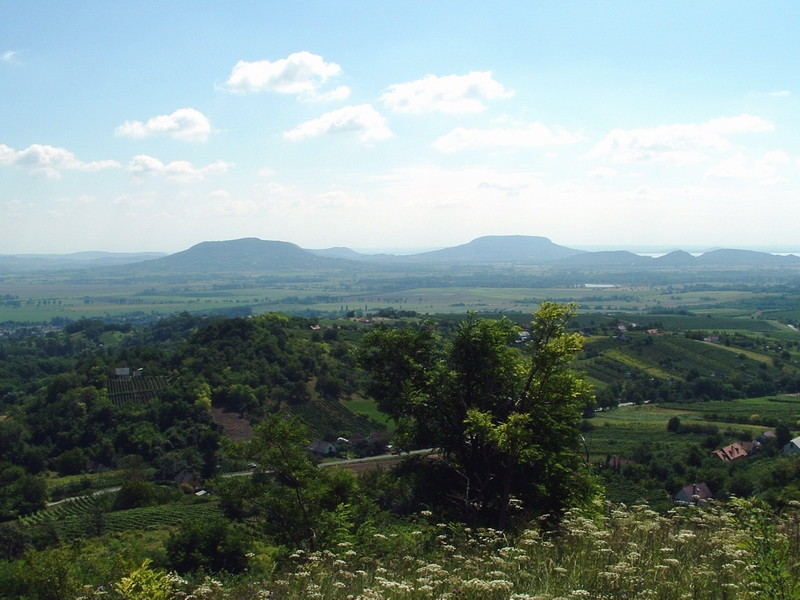
Kraj Zadunajski
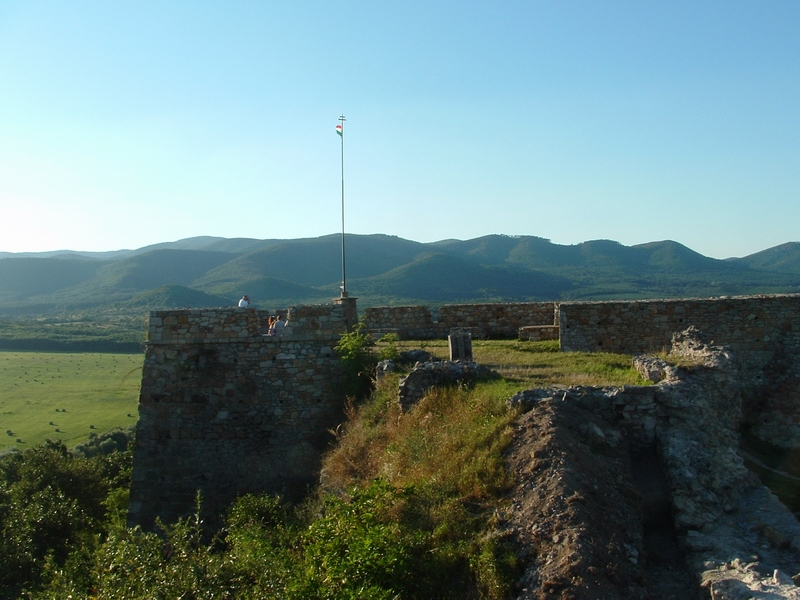
Mátra
Zamek Esterháza w Fertőd
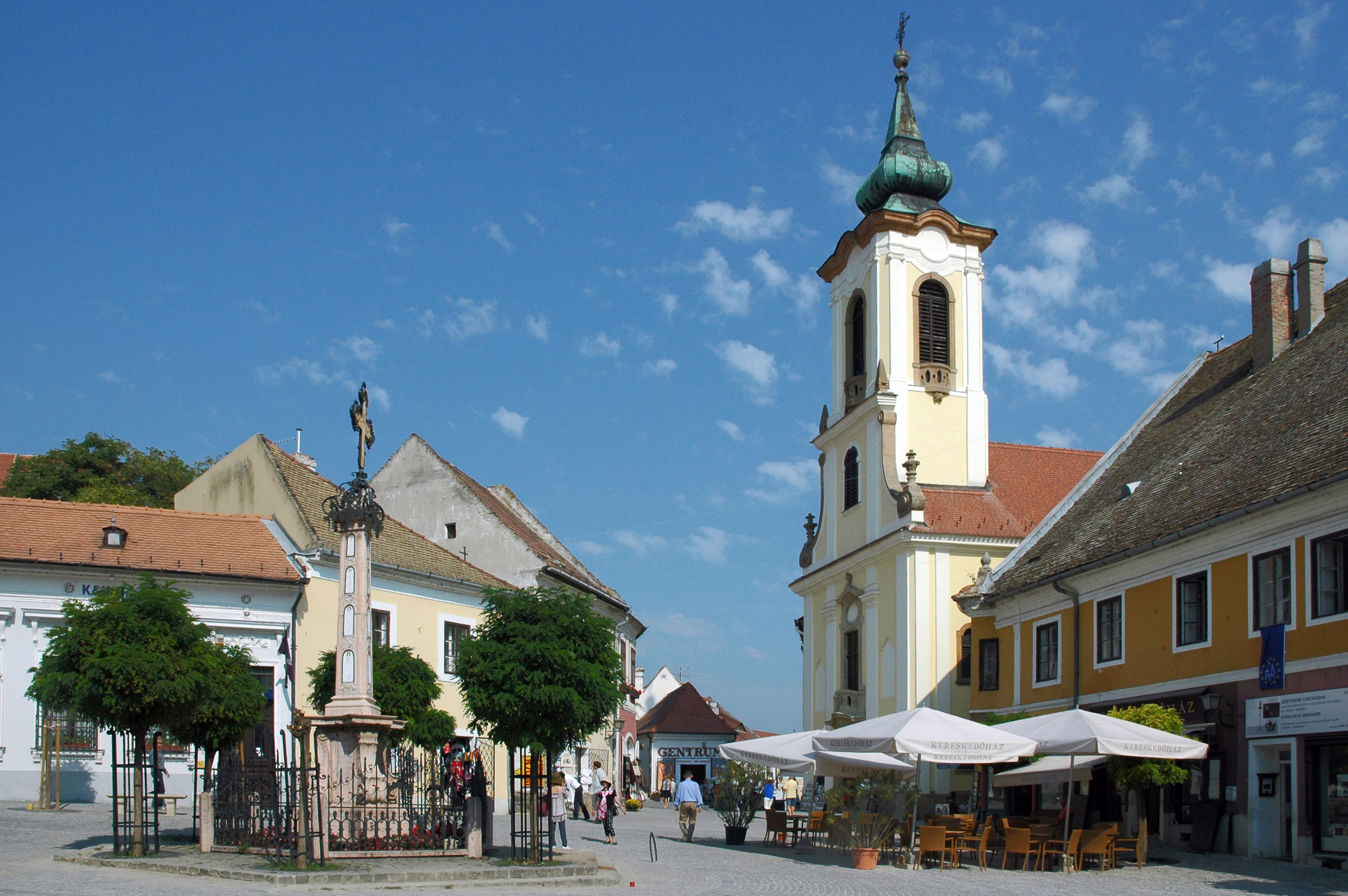
Szentendre
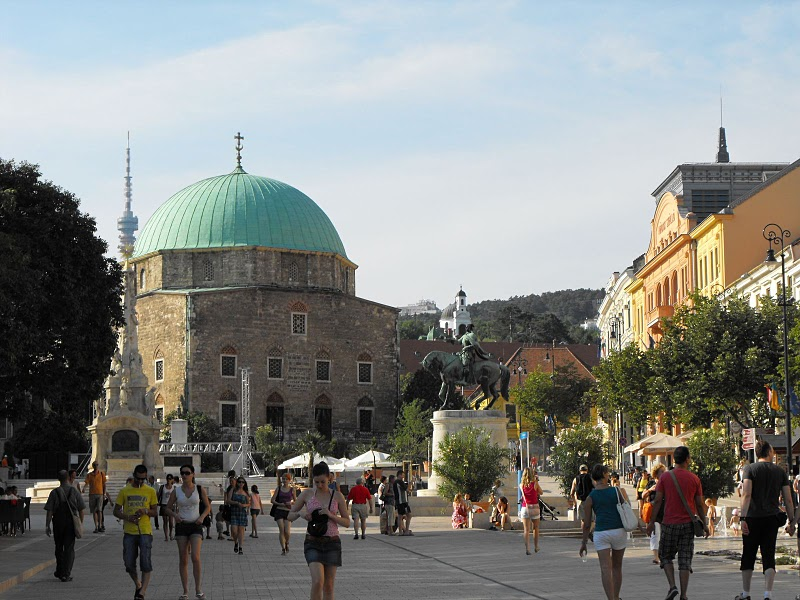
Pecz
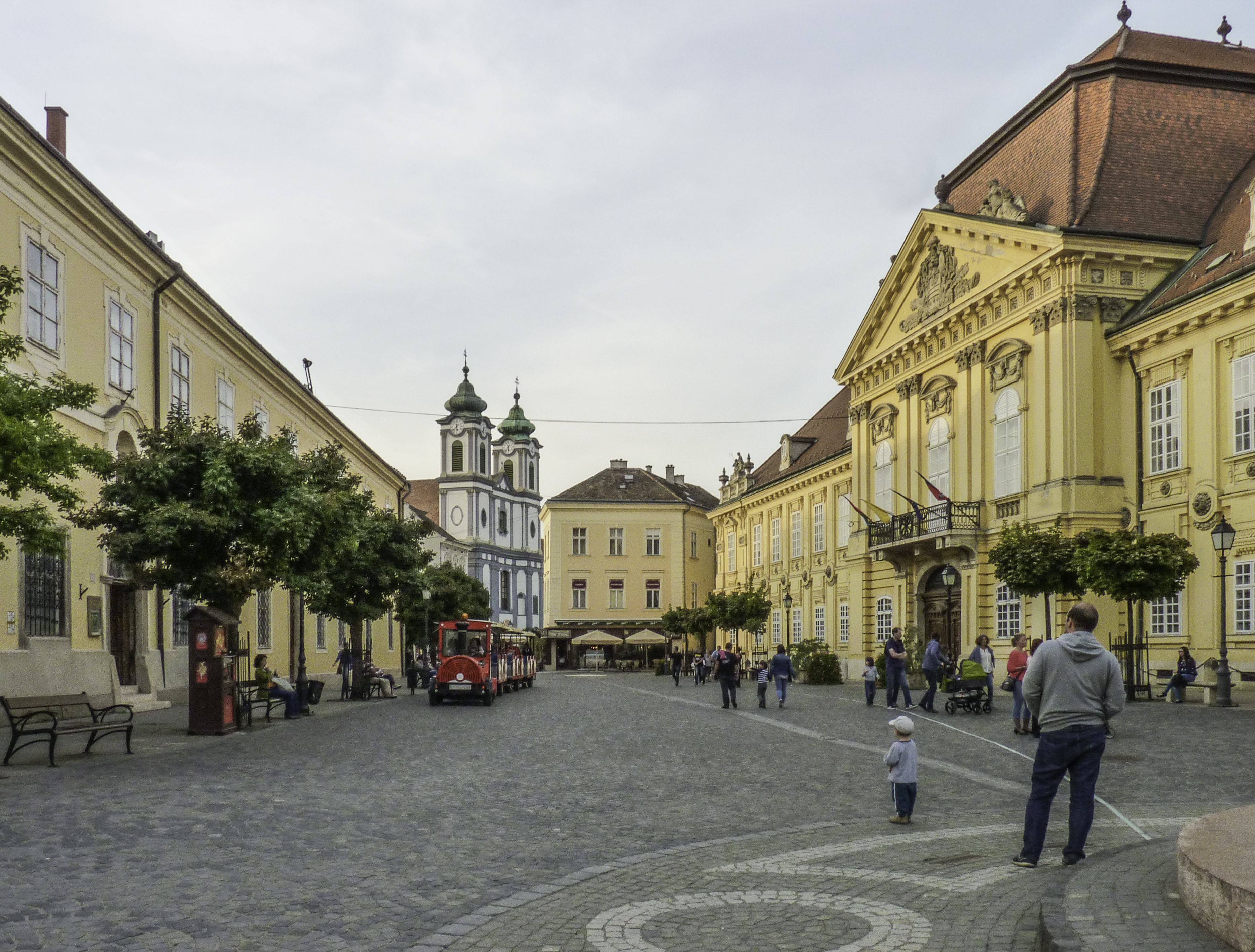
Székesfehérvár – średniowieczna stolica Węgier
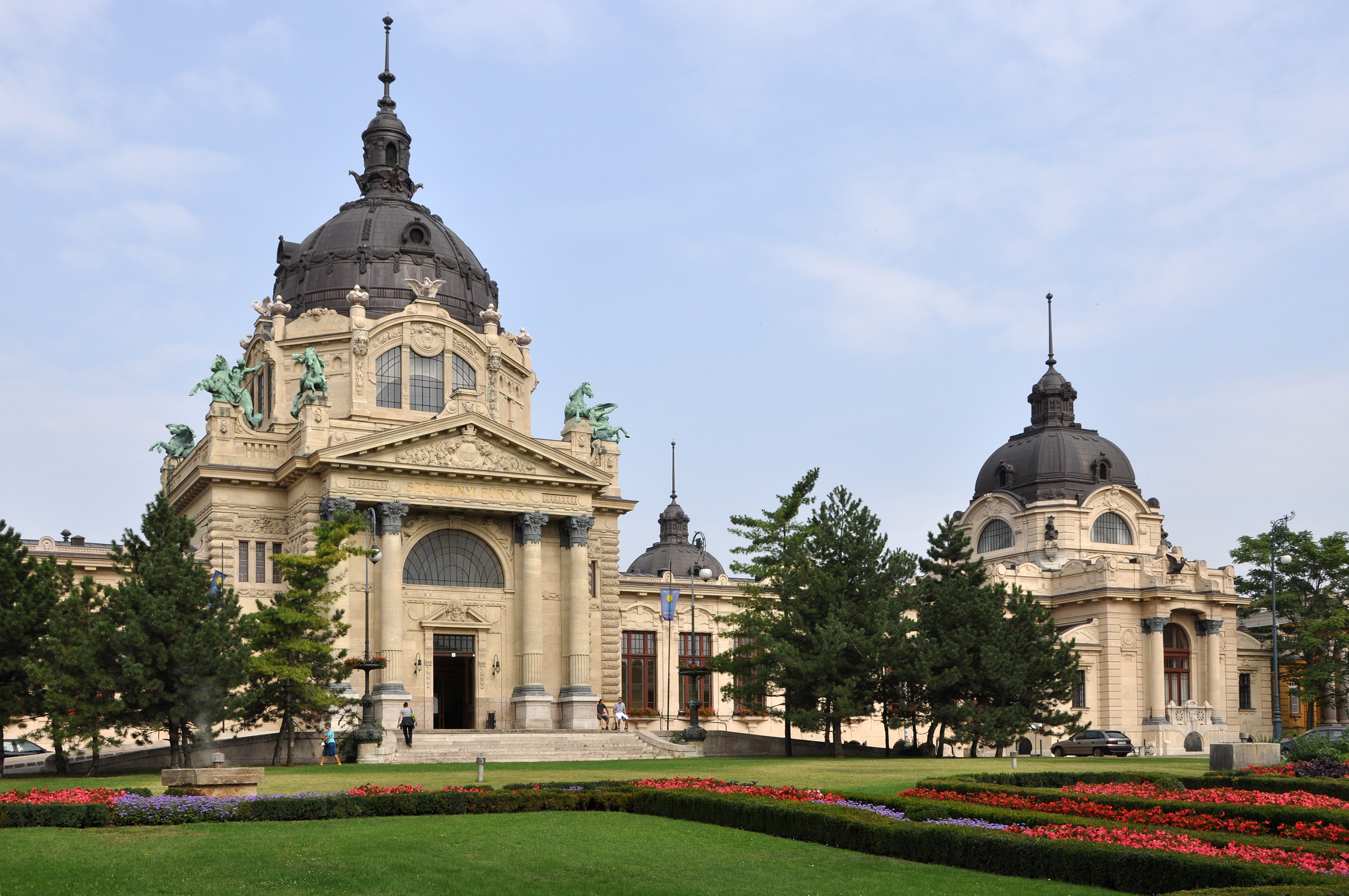
Széchenyi gyógyfürdő w Budapeszcie
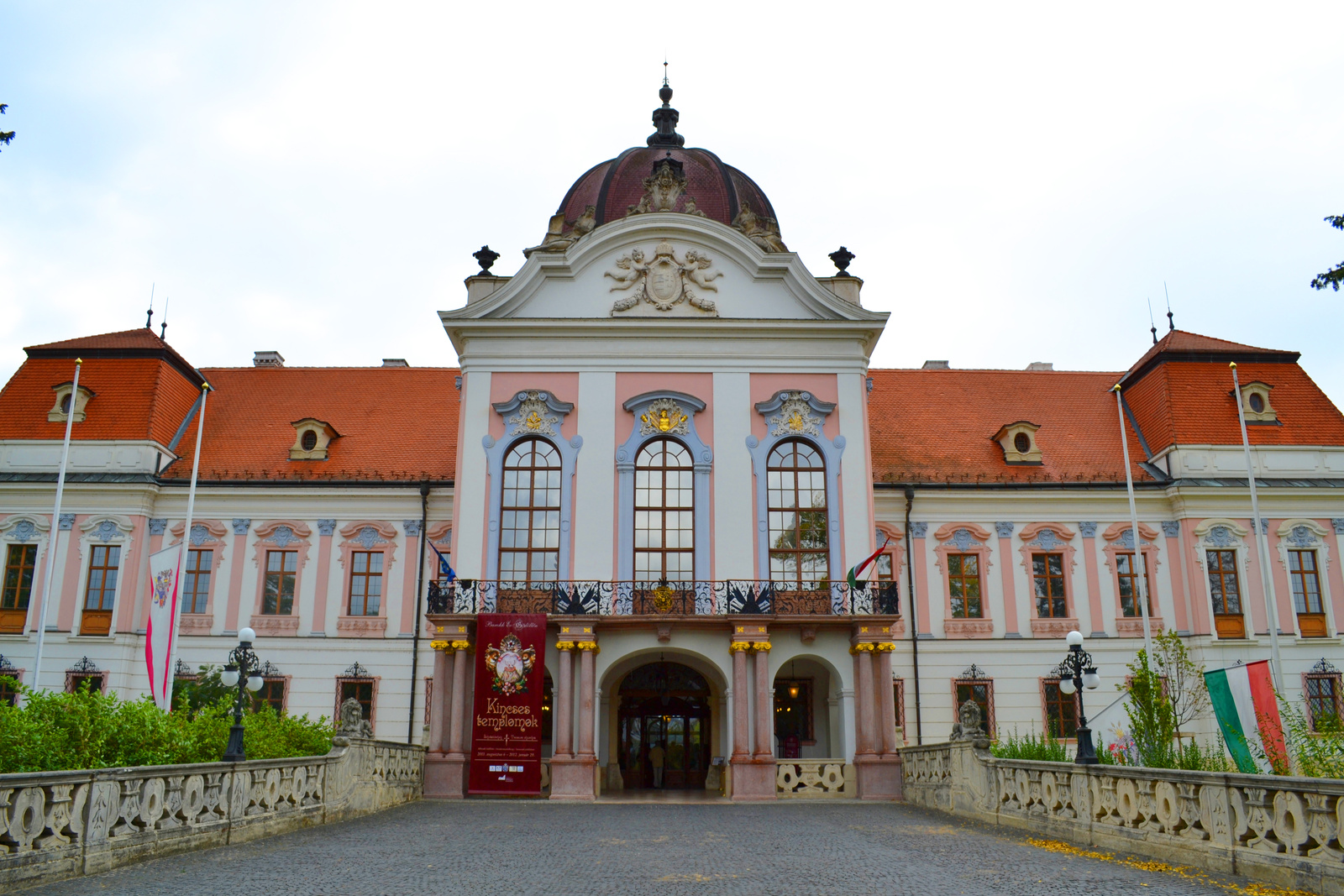
Pałac Królewski w Gödöllő
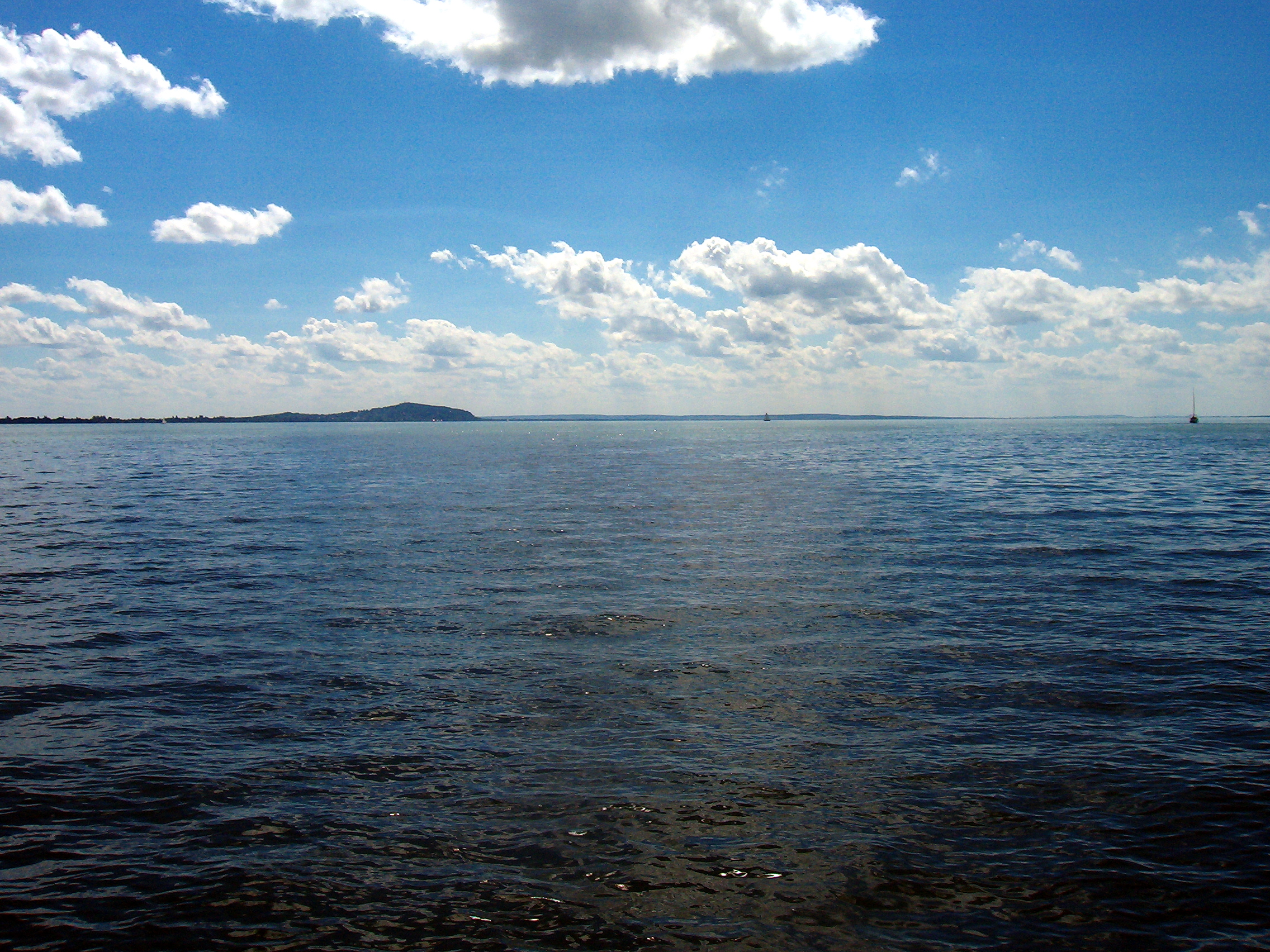
Balaton
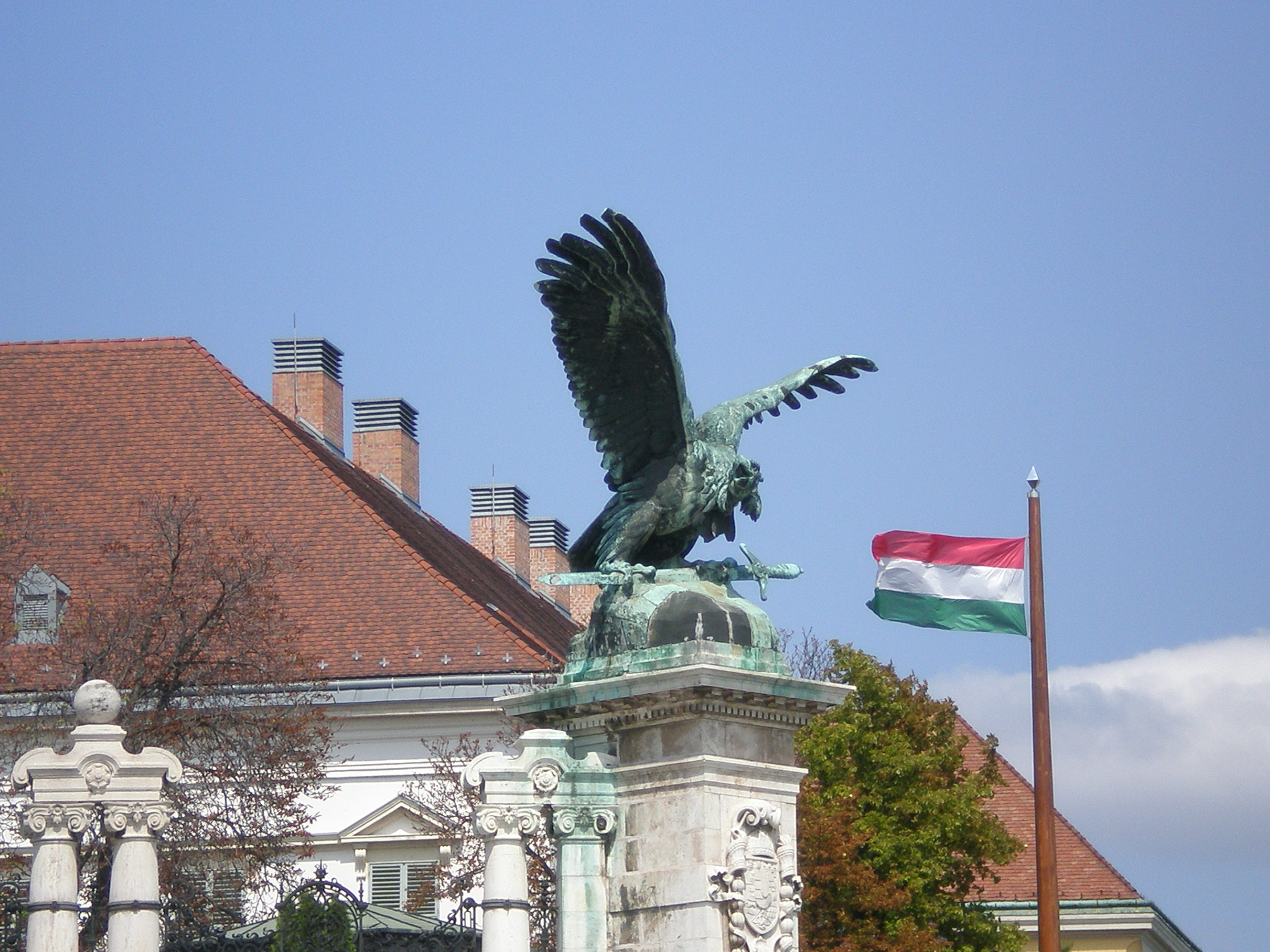
Turul to nazwa mitycznego ptaka, prawdopodobnie raroga lub sokoła, który miał przyprowadzić lud Madziarów w miejsce obecnych Węgier.
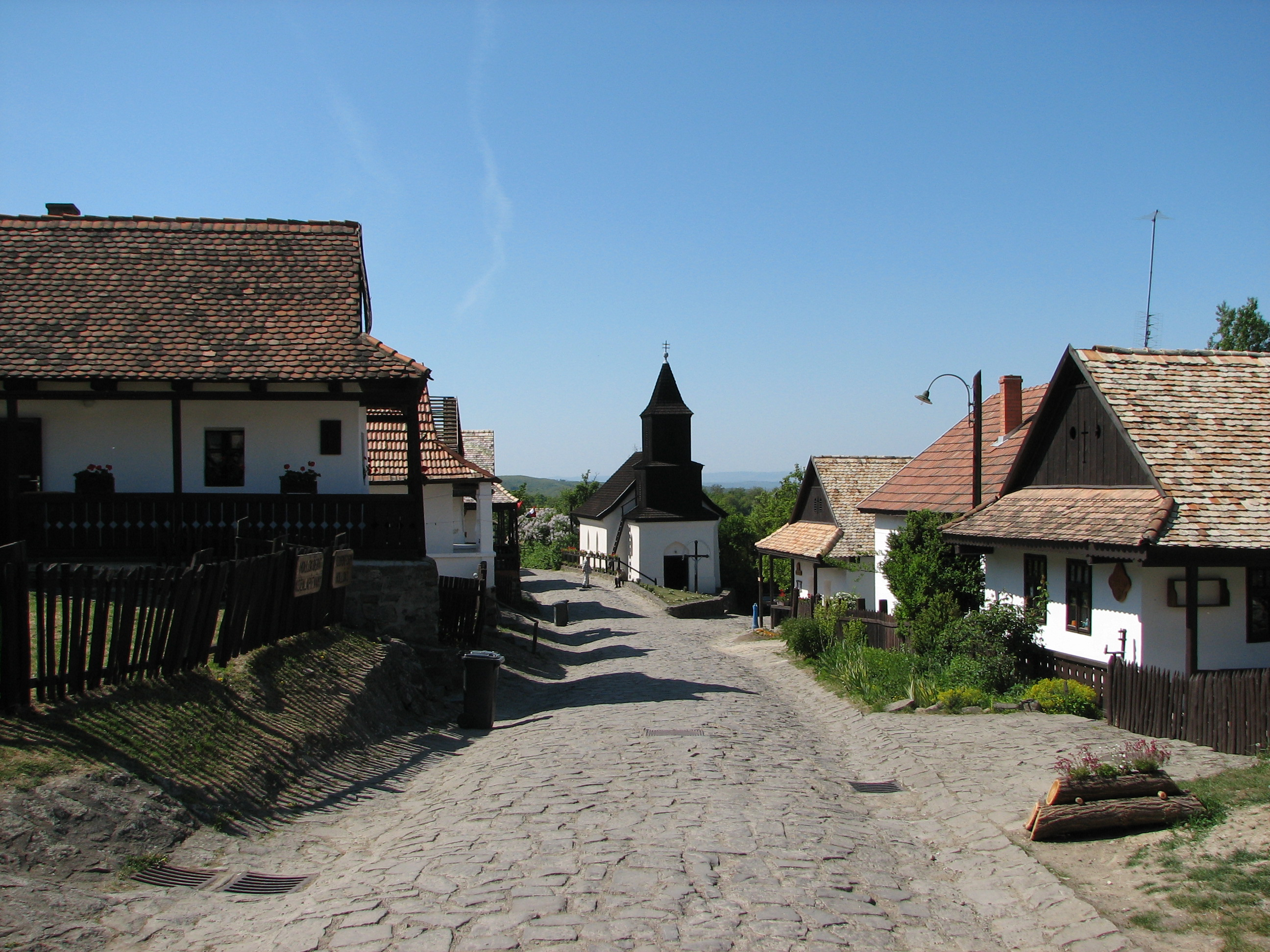
Hollókő, wioska na Węgrzech, która wraz z jej naturalnym otoczeniem w 1987 została wpisana na listę światowego dziedzictwa UNESCO.

## Kultura
Węgrzy są w Europie narodem o tyle nietypowym, że przez długi czas nieznane było ich pochodzenie; oni sami chętnie widzieli swych przodków w Hunach. W rzeczywistości pra-Węgrzy, tak jak przodkowie Finów, Estończyków oraz innych ludów ugrofińskich, wywodzą się z północnej Azji. Mimo że po osiedleniu się nad Dunajem i Cisą szybko przyjęli wzorce zachodnioeuropejskiej kultury – byli wręcz określani jako wschodni bastion Europy – zachowali wiele ze swej odrębności. Turcy uważają Węgrów za swoich pobratymców, bardziej jednak po to, by podkreślić swoją obecność w Europie.
Zupełną odrębność zachowała wiejska muzyka ludowa. Pieśni typu lamentu, zwykle śpiewane przez kobiety, zachowały archaiczny rytm i brzmienie, niespotykane u innych narodów europejskich. Nierówny rytm łączy się w nich z uderzeniem akcentem na pierwszą sylabę jakie występuje w języku węgierskim. Brzmienia powszechnie uważane za ludową muzykę węgierską, jak rozsławiony na świecie czardasz, w rzeczywistości mają pochodzenie cygańskie. Tego rodzaju muzyka taneczna powstała z połączenia ludowej muzyki Romów i muzyki miast. Ta grupa etniczna przybywała na teren Węgier od XV wieku i jak żadna inna wpłynęła na życie muzyczne kraju. Dzięki Węgrom i tutejszym kompozytorom muzyka cygańska stała się sławna na całym świecie. Sami Romowie, mimo wieków asymilacji, podobnie jak w wielu innych krajach pozostają jednak nadal na dnie piramidy społecznej.

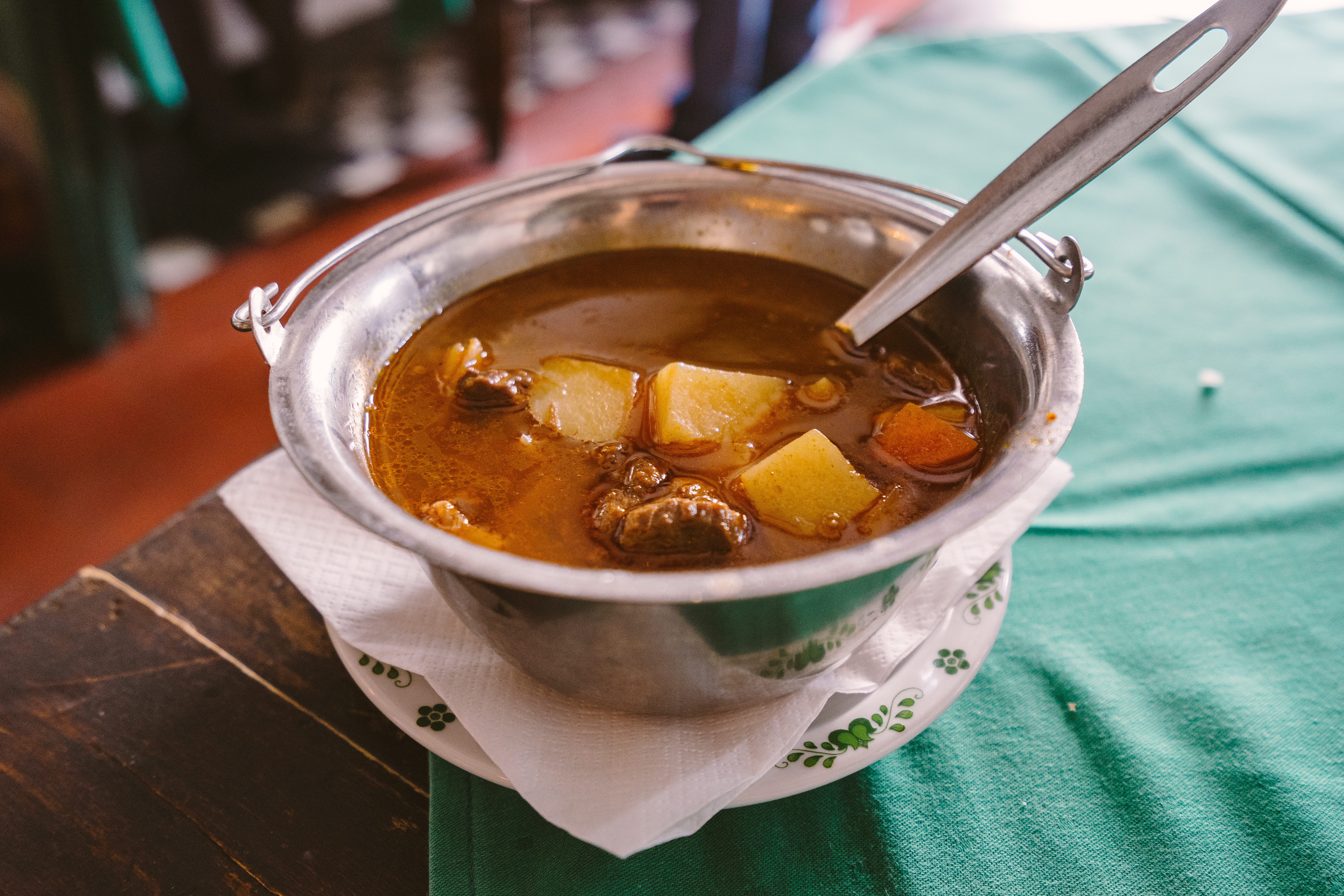
Gulyás

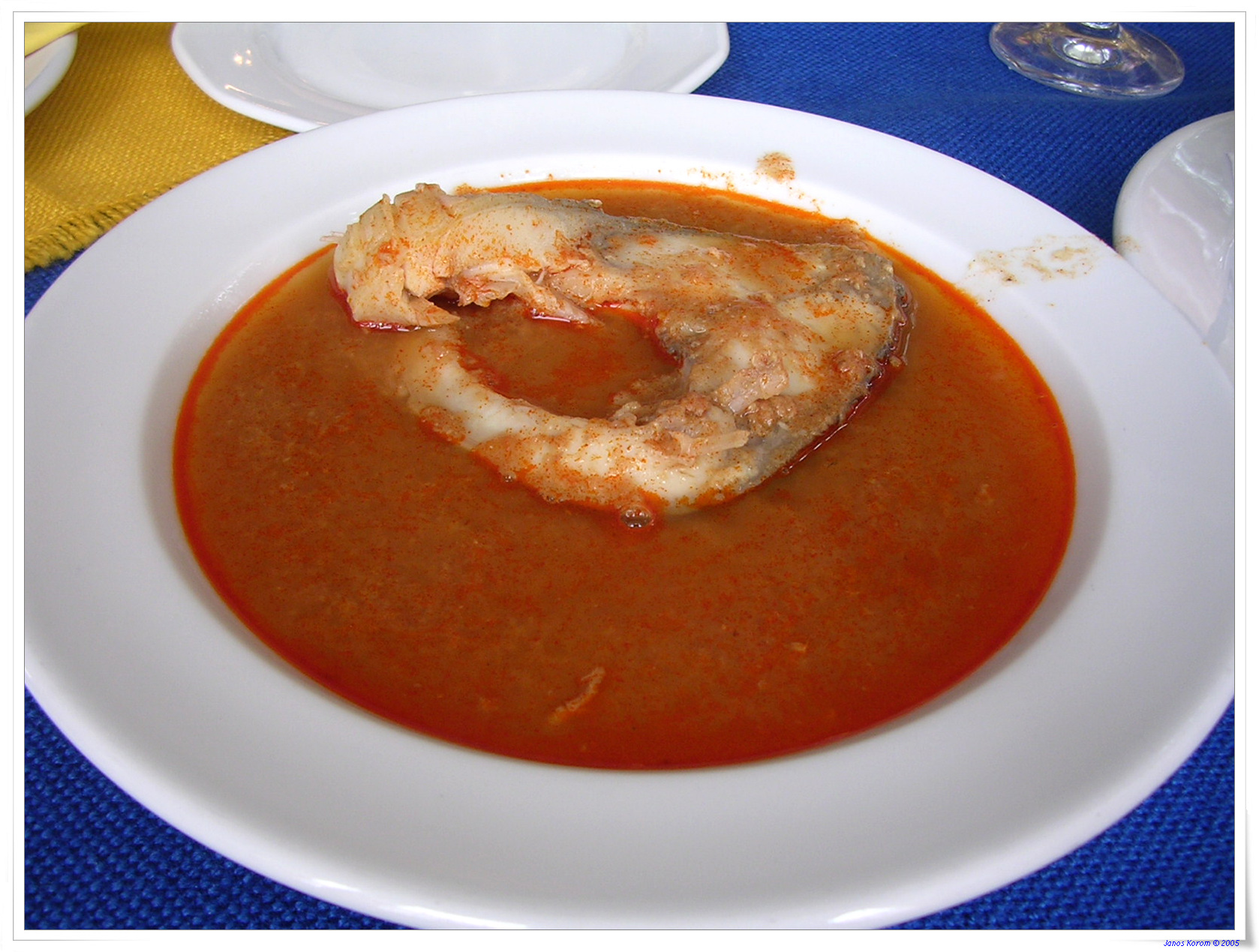
Halászlé

Ceniona i charakterystyczna jest kuchnia węgierska. Węgierskie słowo gulyás – gulasz weszło do słowników wielu języków europejskich. Tradycyjnie jada się go na ostro z papryką. Inną tradycyjną potrawą węgierską jest halászlé, czyli zupa rybna. Do posiłków pija się wino, którego na Węgrzech jest szeroki wybór. Tradycyjnie w Polsce mianem węgrzyna określano białe wino z Tokaju. Leżący najbliżej granicy ośrodek winiarstwa przez wieki zaopatrywał piwnice szlacheckie w całej Rzeczypospolitej. Jeden z gatunków nosi polską nazwę: szamorodni, czyli samorodny, nadaną przez polskich odbiorców. Słodkie, mocne, o intensywnym bukiecie aszu jest określane jako wino królów – król win. Do innych tradycyjnych miejsc wyrobu win na Węgrzech należy rejon Egeru, skąd pochodzi czerwona wytrawna Egri Bikavér, czyli bycza krew. Turyści szczególnie licznie odwiedzają winnice na północnych brzegach Balatonu, szczególnie rejon Badacsony. Najwięcej jednak win w kraju produkuje się na stokach gór Mátra w Gyöngyös. Pochodzi stąd złocistożółty Gyöngyös – Bor. To poprzez wino w czasie pokoju zacieśniała się przyjaźń polsko-węgierska, którą podkreśla znane przysłowie, występujące w wersjach polskiej i węgierskiej: Polak, Węgier, dwa bratanki, i do szabli, i do szklanki.